# (36103) 1999 RL116
1999 RL116 (asteroide 36103) é um asteroide da cintura principal. Possui uma excentricidade de 0.08011180 e uma inclinação de 8.82422º.
Este asteroide foi descoberto no dia 9 de setembro de 1999 por LINEAR em Socorro.